# Коста-Бланка
Ко́ста-Бла́нка (исп. Costa Blanca, «Белый берег») — регион на средиземноморском побережье Испании, включающий в себя прибрежные населённые пункты провинции Аликанте в автономном сообществе Валенсия. Приморская зона курортного отдыха и туризма.
Средняя температура воздуха зимой на юге региона составляет +19 С°, летом +31 С°, температура воды  +13 С° и +30 С° соответственно. Коста-Бланку ежегодно посещают около 6 млн туристов, местные гостиницы способны разместить более 150 тыс. чел.
Курортной столицей является город Бенидорм с пляжами Плайя-де-Леванте (исп. Playa de Levante) и Плайя-де-Поньенте (исп. Playa de Poniente). В 2000 году открылся парк развлечений «Терра Митика» (исп. Terra Mitica). За один сезон его посетили более 1 млн человек.